# Le Mesnil-Mauger
Le Mesnil-Mauger é uma ex-comuna francesa na região administrativa da Normandia |département=Calvados, no departamento de Calvados. Estendeu-se por uma área de 31,24 km². Em 2010 a comuna tinha 1 052 habitantes (densidade: 33,7 hab./km²).
Em 1 de janeiro de 2017 foi fundida com as comunas de Mézidon-Canon, Les Authieux-Papion, Coupesarte, Crèvecœur-en-Auge, Croissanville, Grandchamp-le-Château, Lécaude, Magny-la-Campagne, Magny-le-Freule, Monteille, Percy-en-Auge, Saint-Julien-le-Faucon e Vieux-Fumé para a criação da nova comuna de Mézidon Vallée d'Auge.